# Der Bazar
Der Bazar var en illustrerad tysk modetidning, som utgavs mellan 1854 och 1937.
Den var i slutet av 1800-talet den största damtidningen i Tyskland, tillsammans med Die Modenwelt.

## Bilder

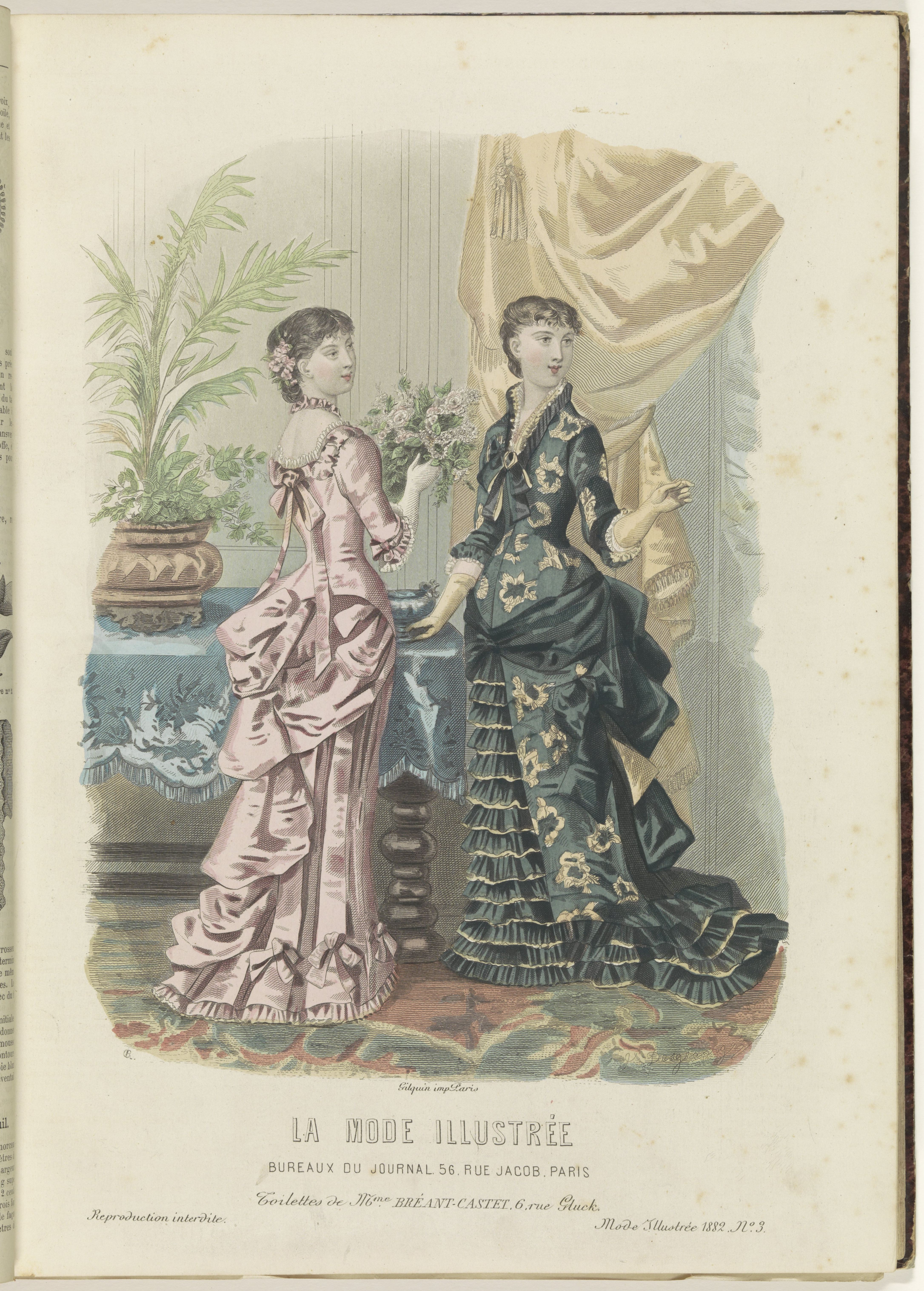
La Mode Illustrée, Journal de la Famille, 1882 (titel op object), RP-P-2009-1979-1